# Gotska Sandön
Gotska Sandön Es una isla deshabitada del país europeo de Suecia en el Mar Báltico, situada a unos 38 kilómetros al norte de las islas de Fårö y Gotland. 

## Historia
El nombre de "Gotska Sandön" se traduce literalmente como "la isla de arena gotlandesa", esto último en referencia a la provincia de la que forma parte. Desde 1909, es uno de los parques nacionales de Suecia.
Durante el verano, hay excursiones regulares en barco desde la isla de Fårö y desde el puerto de Nynäshamn, parte de la Provincia de Estocolmo (Stockholms län), en el continente.

## Geografía
Se trata de un territorio de aproximadamente 9 kilómetros de largo y 6 kilómetros de ancho, y su área es de aproximadamente 36 km ². Gotska Sandön está compuesto principalmente de arena y su paisaje está dominado por playas, dunas y bosques de pinos.

## Geología
Aparte de una colonia de focas grises, la fauna no es muy rica. Sin embargo, hay muchos insectos raros y plantas, incluyendo varios tipos de orquídeas.